# Dung Tổ Nhi
Dung Tổ Nhi có tên tiếng Anh là Joey Yung (sinh ngày 16 tháng 6 năm 1980 tại Hồng Kông thuộc Anh) là một nữ ca sĩ, diễn viên lồng tiếng kiêm diễn viên truyền hình-diễn viên điện ảnh nổi tiếng người Hồng Kông gốc Trung Quốc. Cô từng tám lần thắng giải "Nữ ca sĩ được yêu thích nhất" tại Giải thưởng Kình Ca Kim Khúc của TVB (2003-2007, 2010-2012) và rất nhiều giải thưởng âm nhạc khác ở Hồng Kông. Năm 2010, sau khi kết thúc bản hợp đồng với tập đoàn EEG, Dung Tổ Nhi đã ký tiếp hợp đồng với tập đoàn này và trở thành nghệ sĩ giàu nhất Hong Kong với giá trị hợp đồng là 64 triệu USD.

## Danh sách đĩa nhạc

### Album phòng thu và EP
- Joey EP (1999)
- Don't Miss (2000)
- Who Will Love Me (2000)
- All Summer Holiday (2001)
- Solemn on Stage (2001)
- Honestly (2001)
- Something About You (2002)
- A Person's Love Song (2002)
- My Pride (2003)
- Lonely Portrait (2003)
- Show Up! (2003)
- Nin9 2 5ive (2004)
- Give Love A Break (2004)
- Bi-Heart (2005)
- Ten Most Wanted (2006)
- Close Up (2006)
- Jump Up - 9492 (2006)
- Glow (2007)
- Little Little (2007)
- In Motion (2008)
- A Time For Us (2009)
- Very Busy (2009)
- Joey Ten (2010)
- Airport (2010)
- Joey & Joey (2011)
- Moment (2012)
- Little Day (2013)
- The 100th(11/2016)

### Album tổng hợp
- Love Joey (2001)
- Love Joey 2 (2002)
- Love Joey 3 (2005)
- Love Joey 4 (2008)

## Danh sách phim

### Phim điện ảnh
- The Accident (1999)
- Winner Takes All (2000)
- Feel 100% II (2001)
- Expect a Miracle (2001)
- My Schoolmate, the Barbarian (2001)
- Demi-Haunted (2002)
- The Attractive One (2004)
- Crazy N' The City (2005)
- The Jade and the Pearl (2010)
- Toy Story 3 (2010 - lồng tiếng tiếng Quảng Đông)
- Diva (2012)

### Phim truyền hình
- Màu Xanh Hi Vọng (2000, TVB)
- Sự Hoàn Hảo (2003, TVB)
- Bầu Nhiệt Huyết(2004, TVB - khách mời)
- Kung Fu Soccer (2004)
- Cảnh Sát Mới Ra Trường (2007, TVB)
- Stage of Youth (2009)